# Phượng Vĩ
Phượng Vĩ là một xã thuộc huyện Cẩm Khê, tỉnh Phú Thọ, Việt Nam.
Xã Phượng Vĩ có diện tích 15,47 km², dân số năm 1999 là 6.388 người, mật độ dân số đạt 413 người/km².